# Echigo-Sanzan-Tadami-Quasi-Nationalpark
Der Echigo-Sanzan-Tadami-Quasi-Nationalpark (japanisch 越後三山只見国定公園, Echigo sanzan tadami kokutei kōen) ist ein Quasi-Nationalpark in Japan. Der am 15. Mai 1973 gegründete Park umfasst eine Fläche von 861,29 km². Mit der IUCN-Kategorie II ist das Parkgebiet mit dem Schutzstatus Nationalpark klassifiziert. Die Präfekturen Fukushima und Niigata sind für die Verwaltung des Parks zuständig.
Das Parkgebiet besteht aus dem Echigo-Gebirge stromaufwärts des Tadami-Flusses und einem Teil des Mikuni-Gebirges, das daran angrenzt. In diesem steilen Berggebiet fällt viel Schnee und es gibt bis heute nur wenige Siedlungen. Noch heute ist daher eine Vielzahl von Urwäldern erhalten, insbesondere alte Buchenwälder. Es wird als das letzte unberührte Berggebiet in Honshū bezeichnet. Japanische Affen leben stromaufwärts des Tadami-Flusses, außerdem findet man Gleithörnchen. Im Juni blühen die Rhododendronkolonien.
Der Okutadami-See (奥只見湖, Okutadami kō) auf dem Parkgebiet ist ein künstlicher See, der durch den Bau des Tagokura-Damms und des Okutadami-Damms (beide 1961 fertiggestellt) entstanden ist. Die maximale Leistung des Tagokura-Staudamms beträgt 380.000 Kilowatt und ist damit die höchste in Japan. Der Okutadami-Staudamm hat mit 360.000 Kilowatt die zweithöchste Leistung. Die Natur rund um den Stausee zieht viele Touristen an. Im Sommer sind auf dem See die Vergnügungsschiffe in Betrieb und der See wird als Angelplatz benutzt.

## Galerie

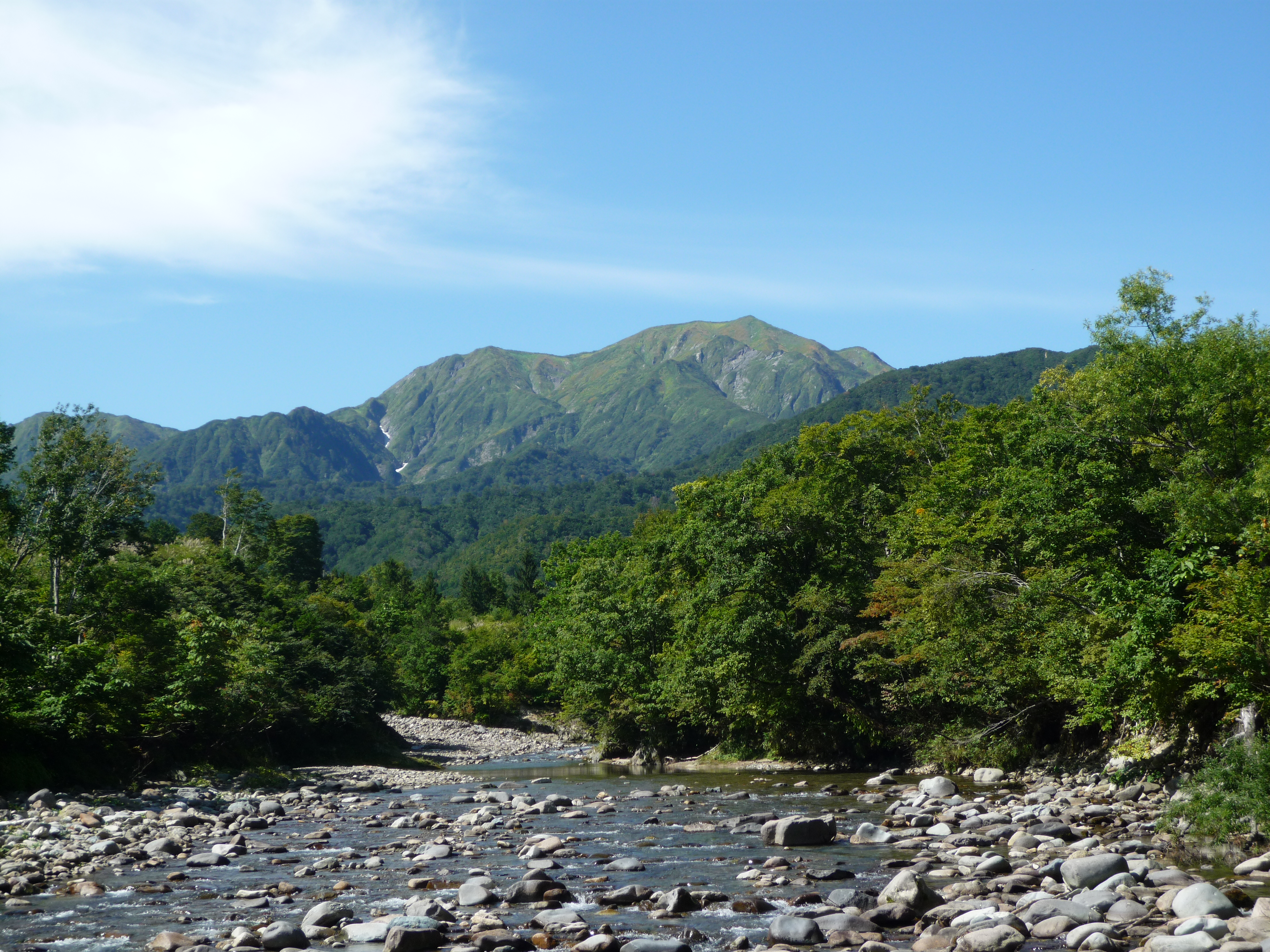
Echigo-Komagatake
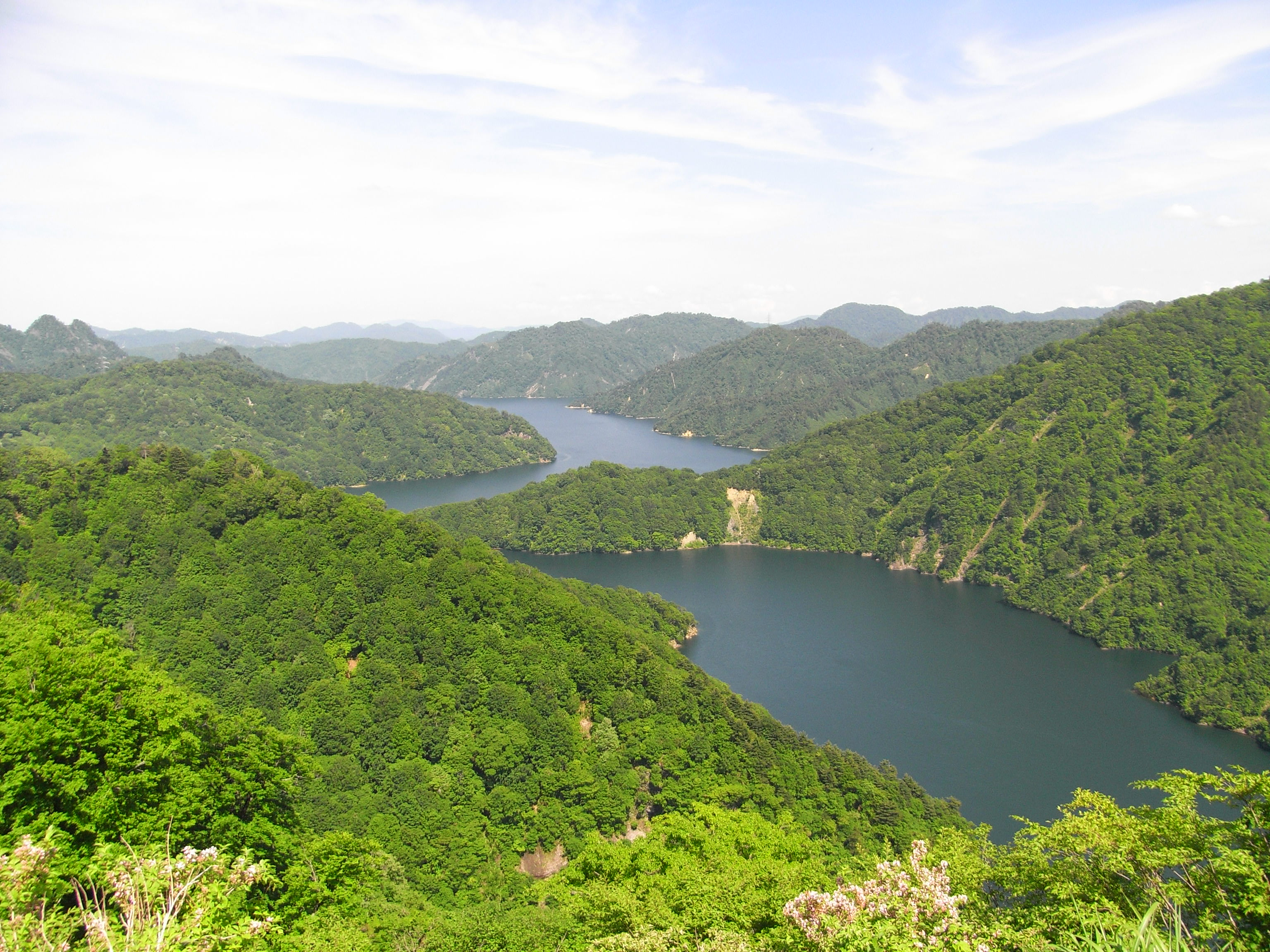
Tagokurako-See
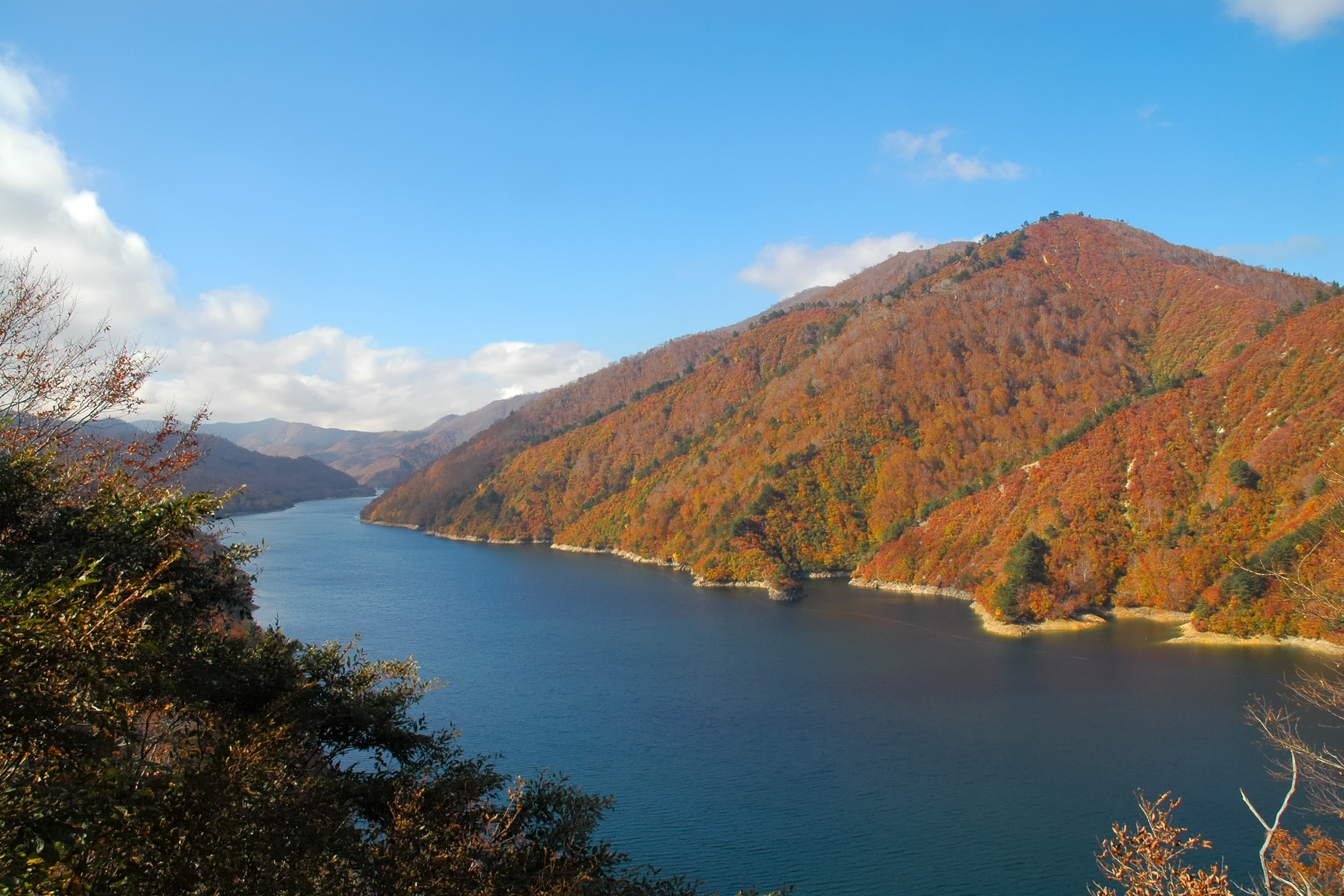
Okutadami-See
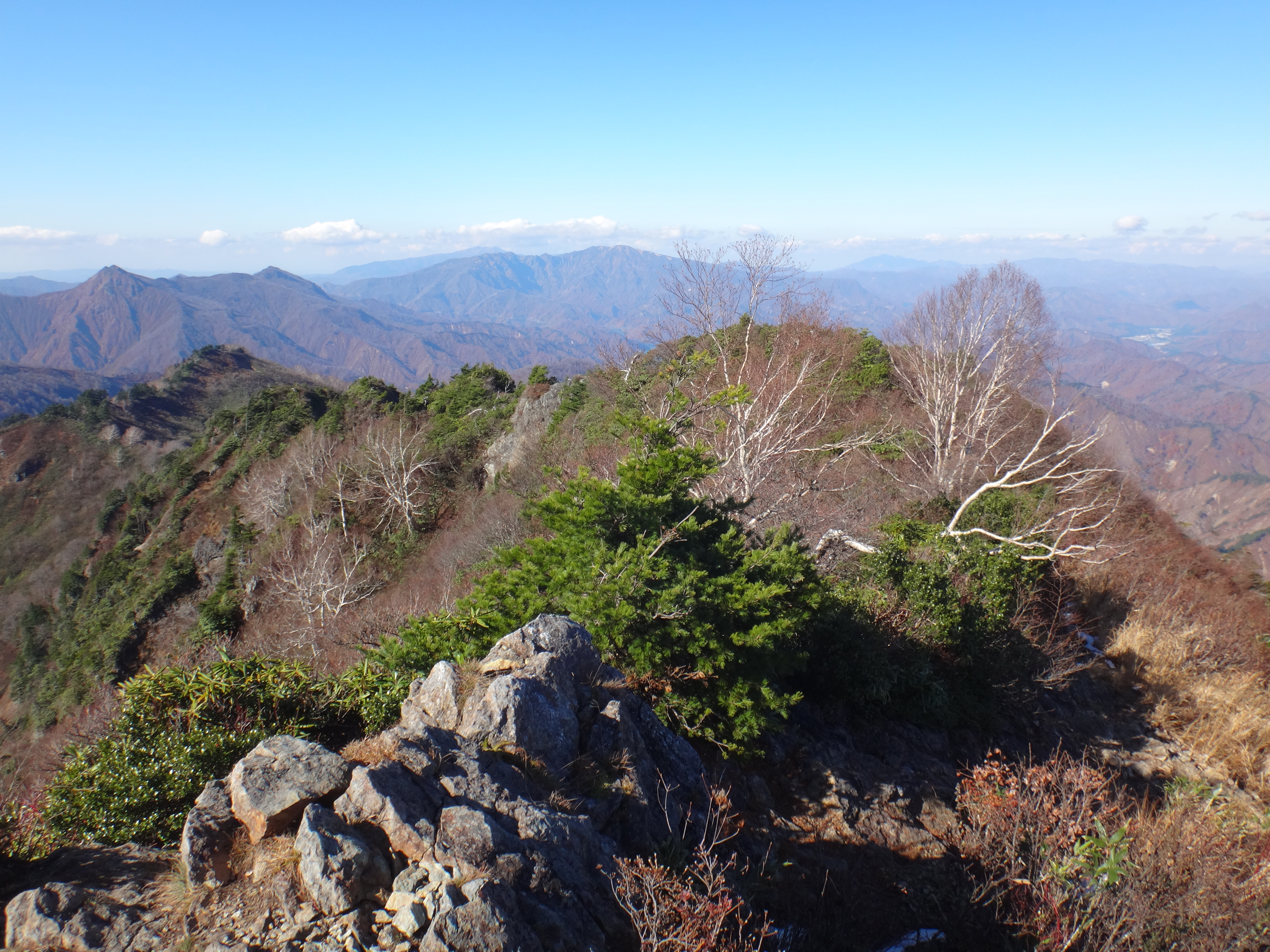
Blick vom Aizu-Asahi